# П'ядицька сільська територіальна громада
П'ядицька сільська громада — територіальна громада в Україні, в Коломийському районі Івано-Франківської области. Адміністративний центр — с. П'ядики.
Площа громади — 112,93 км², населення — 9658 мешканців (2018).
Утворена 14 вересня 2016 року шляхом об'єднання Великокам'янської, Годо-Добровідської, Малокам'янської, П'ядицької та Турківської сільських рад Коломийського району.
Перші вибори відбулися 18 грудня 2016 року. Головою обраний Гайдейчук Петро Петрович (самовисування). До складу ради увійшли 6 депутатів від «Батьківщини», 2 від «Свободи» та 18 самовисуванців

## Населені пункти
У складі громади 9 сіл:
- Велика Кам'янка
- Годи-Добровідка
- Мала Кам'янка
- П'ядики
- Студлів
- Турка
- Фатовець
- Ценява
- Ясінки